# 관리 (기업)
경영자는 외부의 간섭없이(자주성의 원칙) 독자적으로 기업체의 목적(利潤)을 달성하기 위하여 다음과 같은 의사결정(意思決定)을 해야 한다.
(1) 기업체의 재산과 수익에 중대한 영향을 미치는 사안, 특히 그 기업체의 존립(存立)에 영향을 미친다고 생각되는 문제
(2) 기업체의 모든 부문에 직접적으로 관련되어, 하부관리자의 특정인이 단독으로 결정할 수 없는 사안
(3) 하부관리자에게 권한이 위임되지 않았거나, 위임된 경우라도 그 의사결정이 기업체에 중대한 영향을 미칠 우려가 있는 사항
이러한 의사결정의 대표적 예로는 ① 경영목표 설정, ② 조직 부문 간 조정, ③ 경영 과정에서 발생하는 장애요소 제거, ④ 예외적 사태에 대한 대책 수립, ⑤ 통솔 능력 유지 등이 있다.
경영정책은 이와 같은 모든 기본적 의사결정의 총체로서, 장기적으로 기업체 존속의 토대가 되며 목표 설정 및 달성을 위한 수단과 방법을 결정한다. 특히 목표 설정은 하나의 창조적 행위로서, 이후 계획 수립의 전제 조건이 된다.
경영정책을 수립할 때에는 ① 성장, ② 안정성, ③ 일정한 이윤의 3요소에 유의해야 한다.
(1) 성장모든 기업체는 성장하여야 한다. 이 성장이란 외형적 성장뿐만 아니라 질적(質的)으로도 성장하여야 한다.
(2) 안정성기업체의 대규모화에 따라 외부로부터 자금을 조달하게 된다. 그러나 단기부채로서 고장자산에 투입하면 그 기업체의 지급능력은 약해지고, 판매고를 올리기 위해 외상매출을 확대하면 수익증가의 가능성은 증가되나 운영자금 궁핍으로 운영상 안전기반이 흔들리게 된다.
(3) 일정한 이윤이윤추구는 어느 기업체든지 공통된 목표의 하나이지만 오늘날 이윤극대화(利潤極大化)라는 말은 시대적 유물이 되어가고 있다. 적정이윤(適正利潤)을 기업체의 목표로 삼고 있는 것이다. 이것은 모든 경영체는 그 소유자에 소속하면서도 그 사회의 한 기관이라는 인식, 즉 기업소유자는 자기만의 이윤을 위한 기업체가 아니고 사회에 봉사하는 기업체(또는 기관)라는 것이다. 따라서 기업체의 도산은 소유자에게나 사회에 큰 손실을 뜻하며 기업체의 도산을 막고, 재생산(再生産)할 수 없는 이윤 즉, 일정 이윤을 올림으로써 기업체는 계속 성장하고, 경쟁사회에서 안전하고 지속적으로 그 소유주와 사회에 봉사할 수 있다.
경영자는 기업을 경영하기 위해 다음과 같은 활동을 한다. 이들 활동이 가지는 기능을 관리 기능이라 한다.
1. 계획 수립(planning) : 조직의 목표를 세우고, 그 목표를 달성하기 위한 방법을 찾는다.
2. 조직화(organizing) : 수립된 계획을 달성하기 위해 조직원의 업무를 분담하고 상호관계를 결정하여 조직을 구성하고 자원을 배분한다.
3. 충원(staffing) : 각 업무를 담당할 인원을 채용하고 배치한다.
4. 지휘(leading) : 조직원에게 업무를 지시하고, 업무를 잘 수행할 수 있도록 격려하고 감독한다.
5. 통제(controlling) : 조직원들의 업무 수행을 평가하고, 경영활동이 계획에 맞게 진행되는지를 검토하여 바로잡는다.

### 소유자와 경영자의 분리
기업이란 위험성을 인식하고도 그 위험성을 극복, 더욱 큰 이윤을 추구하고자 하는 그 경제단위의 설립목적을 달성하려고 시도하는 것을 말한다. 이렇게 볼 때 모든 경제단위(비영리적 경제단위와 영리를 목적으로 하는 경제단위)는 경영체이며, 특히 영리를 목적으로 경영하는 경제단위를 기업체라고 부른다.
물론 기업체를 경영한다는 것은 기업체의 목적달성(利潤追求)이 성취되도록 시도한다는 것을 뜻한다. 자본주의적 경제체제가 미숙하던 시기에는 기업체의 소유자는 그 기업의 모든 것을 최종적으로 결정하는 경영자였다. 오늘날에도 개인기업체나 기족회사 등에서는 그 기업체에 관여하고 있는 회사원이 재산권을 가짐과 동시에, 경영에 대한 결정권(동시에 손실에 대한 책임)을 갖고 있는 형태를 볼 수도 있다.
그러나 현대적 주식회사의 출현에 의하여 이러한 현상은 크게 변모하였다. 즉, 주식회사의 경영은 전문적 지식과 풍부한 경험이 필요하게 되어 근대적 경영자의 탄생을 보게 된 것이다. 이리하여 주식회사의 소유자(株主)는 극히 제한된 범위 내에서만 그 기업체의 경영에 대하여 결정권을 행사한다. 그 결과로서 주식회사의 경영에 대한 많은 사항중에서 결정권이나 경영권은 그 소유주로부터 경영자에게 이양되었다. 주식회사의 소유권이 분산되면 될수록 경영자의 지위는 강화된다. 주주의 모임인 주주총회는 이사 선출을 통해서 간접적인 영향밖에 주지 못한다. 또 근로자의 지위향상에 따라 노동조합이 경영에 영향을 주는 제3의 집단으로 등장하였다. 그러나 이 노동조합의 대표자는 조합원의 권익을 위하여 제한된 범위 내에서만 그 영향력을 행사한다.

### 경영자의 의사결정
이상에서 본 바와 같이 실질적인 실력자는 경영자이다. 경영자는 외부의 간섭없이(자주성의 원칙) 독자적으로 기업체의 목적(利潤)을 달성하기 위하여 다음과 같은 의사결정(意思決定)을 해야 한다.
1. 기업체의 재산·수익에 큰 영향을 주는 문제, 특히 그 기업체의 존립(存立)에 영향을 미친다고 생각되는 문제.
2. 기업체의 모든 부문에 직접적인 관련성이 있는 문제로서 하부관리자의 특정인이 결정할 수 없는 문제.
3. 하부관리자에게 권한위양(權限委讓)이 되지 않은 사항 또는 위양된 사항 중 그 의사결정이 기업체에 중대한 영향을 미칠 가능성이 있는 사항.

경영목표 설정, 조직체의 부문간 조정, 경영관리 진행에서 발생되는 방해요소의 제거, 예외적 사태발생에 대한 대책 수립, 통솔 능력의 유지 등은 의사결정의 대표적인 예이다.